# Carolina Panthers 2013
La stagione 2013 dei Carolina Panthers è stata la 19ª della franchigia nella National Football League, la terza con Ron Rivera come capo-allenatore. Dopo avere perso tre delle prime quattro gare, i Panthers ne vinsero undici delle rimanenti dodici, incluso un record di franchigia di otto vittorie consecutive, assicurandosi la prima stagione con un record positivo e la prima qualificazione ai playoff dal 2008, la prima stagione con un bilancio vincente di Rivera e la quinta della storia del club. Inoltre vinsero il quarto titolo di division della loro storia, il terzo della NFC South. La stagione si concluse nel divisional round dei playoff con una sconfitta per 23–10 per mano dei San Francisco 49ers.

## Scelte nel Draft 2013
| Giro | Scelta | Giocatore      | Ruolo            | College        |
| ---- | ------ | -------------- | ---------------- | -------------- |
| 1    | 14     | Star Lotulelei | Defensive tackle | Utah           |
| 2    | 44     | Kawann Short   | Defensive tackle | Purdue         |
| 4    | 108    | Edmund Kugbila | Offensive guard  | Valdosta State |
| 5    | 148    | A.J. Klein     | Linebacker       | Iowa State     |
| 6    | 182    | Kenjon Barner  | Running back     | Oregon         |

## Staff
| Staff dei Carolina Panthers nella stagione 2013 |
| --- |
| Organi dirigenziali - Proprietario/Fondatore: Jerry Richardson - Presidente: Danny Morrison - General Manager: Marty Hurney Capo allenatore - Ron Rivera Altri allenatori - Coordinatore dello sviluppo della forza e della condizione: Joe Kenn Allenatori dell'attacco - Coordinatore dell'attacco: Mike Shula - Quarterback: Ken Dorsey - Running Back: Jim Skipper - Wide Receiver: Ricky Proehl - Assistente Wide Receiver: Lance Taylor - Tight End: Pete Hoener - Offensive Line: John Matsko - Assistente Offensive Line: Ray Brown Allenatori della difesa - Coordinatore della difesa: Sean McDermott - Defensive Line: Eric Washington - Assistente della defensive line: Sam Mills III - Linebacker: Al Holcomb - Secondary/Passing Defense Coordinator: Steve Wilks Allenatori dello special team - Coordinatore dello Special Team: Richard Rodgers - Assistente dello Special Team: Bruce DeHaven |

## Roster
| Roster dei Carolina Panthers nella stagione 2013 |
| --- |
| Quarterback - 3 Derek Anderson - 1 Cam Newton Running Back - 25 Kenjon Barner - 36 Armond Smith - 35 Mike Tolbert FB - 34 DeAngelo Williams Wide Receiver - 14 Armanti Edwards - 19 Ted Ginn Jr. - 87 Domenik Hixon - 11 Brandon LaFell - 89 Steve Smith Tight End - 47 Richie Brockel - 84 Ben Hartsock - 88 Greg Olsen - 86 Brandon Williams Offensive Linemen - 77 Byron Bell T - 62 Jeff Byers C - 78 Nate Chandler T - 64 Brian Folkerts C - 69 Jordan Gross T - 67 Ryan Kalil C - -- Chris Scott T - 61 Amini Silatolu G - 70 Travelle Wharton G - 65 Garry Williams T Defensive Linemen - 97 Mario Addison DE - 90 Frank Alexander DE - 91 Colin Cole DT - 92 Dwan Edwards DT - 76 Greg Hardy DE - 66 Wes Horton DE - 95 Charles Johnson DE - 96 Star Lotulelei DT - 68 Kawann Short DT Linebacker - 52 John Beason LB - 93 Chase Blackburn LB - 58 Thomas Davis LB - 56 A.J. Klein LB - 59 Luke Kuechly LB - 57 Jordan Senn LB Defensive Back - 31 James Dockery CB - 30 Charles Godfrey S - 42 Colin Jones S - 21 Mike Mitchell S - 20 D.J. Moore CB - 41 Captain Munnerlyn CB - 43 Haruki Nakamura S - 24 Josh Norman CB - 22 Josh Thomas CB - 23 Melvin White CB Special Team - 9 Graham Gano K - 44 J.J. Jansen LS - 8 Brad Nortman P Lista delle riserve - 15 Joe Adams WR (IR) - 73 Bruce Campbell OT (IR) - 26 D.J. Campbell FS (Waived/injured) - 7 Jimmy Clausen QB (Waived/injured) - 98 Linden Gaydosh DT (IR) - 12 David Gettis WR (Waived/injured) - 99 Frank Kearse DT (IR) - 79 Edmund Kugbila G (IR) - 81 Kealoha Pilares WR (IR) - 40 Anderson Russell FS (Waived/injured) - 28 Jonathan Stewart RB (PUP) - 17 R. J. Webb WR (IR) - 39 Michael Zordich FB (IR) Squadra di allenamento - 2 Brenton Bersin WR - 53 Ben Jacobs MLB - 38 Robert Lester SS - 33 Tauren Poole RB - 60 Craig Roh DE - 10 James Shaw WR - 74 Casey Walker DT 53 attivi, 13 inattivi, 8 nella squadra di allenamento, 0 free agent |
| Legenda - I rookie sono in corsivo. - Il primo ruolo è il principale mentre gli eventuali successivi indicano i ruoli secondari. - (IR) sta per Injured Reserve ed indica la lista ristretta per un solo giocatore infortunato che può tornare ad allenarsi dopo la settimana 6 e a rientrare in prima squadra dopo che questa ha giocato 8 partite. - (NF-Inj.) / (NF-Ill.) stanno rispettivamente per Non-Football Injured e Non-Football Illness ed indicano le liste dove viene inserito un giocatore che ha un infortunio o una malattia non dipendente dal football americano. - (PUP) sta per Physically Unable to Perform ed indica la lista dove viene inserito un giocatore mentre è in attesa di recuperare la condizione fisica. Nella stagione regolare dopo la sesta partita giocata dalla propria squadra, il giocatore ha tempo tre settimane per riprendere ad allenarsi, più tre settimane aggiuntive dal suo rientro agli allenamenti per rientrare in prima squadra. |

## Calendario

### Stagione regolare
| Turno | Data               | Ora                | Avversario              | Risultato          | Risultato          | Stadio                        | TV                 | Tabellino          |
| Turno | Data               | Ora                | Avversario              | Punteggio          | Record             | Stadio                        | TV                 | Tabellino          |
| ----- | ------------------ | ------------------ | ----------------------- | ------------------ | ------------------ | ----------------------------- | ------------------ | ------------------ |
| 1     | 8/9                | 1:00 p.m. EDT      | Seattle Seahawks        | S 7–12             | 0–1                | Bank of America Stadium       | Fox                | Recap              |
| 2     | 15/9               | 1:00 p.m. EDT      | at Buffalo Bills        | S 23–24            | 0–2                | Ralph Wilson Stadium          | Fox                | Recap              |
| 3     | 22/9               | 1:00 p.m. EDT      | New York Giants         | V 38–0             | 1–2                | Bank of America Stadium       | Fox                | Recap              |
| 4     | Settimana di pausa | Settimana di pausa | Settimana di pausa      | Settimana di pausa | Settimana di pausa | Settimana di pausa            | Settimana di pausa | Settimana di pausa |
| 5     | 6/10               | 4:05 p.m. EDT      | at Arizona Cardinals    | S 6–22             | 1–3                | University of Phoenix Stadium | Fox                | Recap              |
| 6     | 13/10              | 1:00 p.m. EDT      | at Minnesota Vikings    | V 35–10            | 2–3                | Mall of America Field         | Fox                | Recap              |
| 7     | 20/10              | 1:00 p.m. EDT      | St. Louis Rams          | V 30–15            | 3–3                | Bank of America Stadium       | Fox                | Recap              |
| 8     | 24/10              | 8:25 p.m. EDT      | at Tampa Bay Buccaneers | V 31–13            | 4–3                | Raymond James Stadium         | NFLN               | Recap              |
| 9     | 3/11               | 1:00 p.m. EST      | Atlanta Falcons         | V 34–10            | 5–3                | Bank of America Stadium       | Fox                | Recap              |
| 10    | 10/11              | 4:05 p.m. EST      | at San Francisco 49ers  | V 10–9             | 6–3                | Candlestick Park              | Fox                | Recap              |
| 11    | 18/11              | 8:40 p.m. EST      | New England Patriots    | V 24–20            | 7–3                | Bank of America Stadium       | ESPN               | Recap              |
| 12    | 24/11              | 1:00 p.m. EST      | at Miami Dolphins       | V 20–16            | 8–3                | Sun Life Stadium              | Fox                | Recap              |
| 13    | 1/12               | 1:00 p.m. EST      | Tampa Bay Buccaneers    | V 27–6             | 9–3                | Bank of America Stadium       | Fox                | Recap              |
| 14    | 8/12               | 8:30 p.m. EST      | at New Orleans Saints   | S 13–31            | 9–4                | Mercedes-Benz Superdome       | NBC                | Recap              |
| 15    | 15/12              | 4:05 p.m. EST      | New York Jets           | V 30–20            | 10–4               | Bank of America Stadium       | CBS                | Recap              |
| 16    | 22/12              | 1:00 p.m. EST      | New Orleans Saints      | V 17–13            | 11–4               | Bank of America Stadium       | Fox                | Recap              |
| 17    | 29/12              | 1:00 p.m. EST      | at Atlanta Falcons      | V 21–20            | 12–4               | Georgia Dome                  | Fox                | Recap              |

- Gli avversari della propria division sono in grassetto

### Playoff
| Turno      | Data                                      | Ora                                       | Avversario                                | Risultato                                 | Risultato                                 | Stadio                                    | TV                                        | Tabellino                                 |
| Turno      | Data                                      | Ora                                       | Avversario                                | Punteggio                                 | Record                                    | Stadio                                    | TV                                        | Tabellino                                 |
| ---------- | ----------------------------------------- | ----------------------------------------- | ----------------------------------------- | ----------------------------------------- | ----------------------------------------- | ----------------------------------------- | ----------------------------------------- | ----------------------------------------- |
| Wild Card  | Qualificati direttamente al secondo turno | Qualificati direttamente al secondo turno | Qualificati direttamente al secondo turno | Qualificati direttamente al secondo turno | Qualificati direttamente al secondo turno | Qualificati direttamente al secondo turno | Qualificati direttamente al secondo turno | Qualificati direttamente al secondo turno |
| Divisional | 12/1                                      | 1:05 p.m. EST                             | San Francisco 49ers (5)                   | S 10–23                                   | 12-5                                      | Bank of America Stadium                   | Fox                                       | Recap                                     |

## Premi
- Luke Kuechly:

miglior difensore dell'anno della NFL
- Ron Rivera:

allenatore dell'anno